# Davallia teyermannii
Davallia teyermannii là một loài dương xỉ trong họ Davalliaceae. Loài này được Baker mô tả khoa học đầu tiên năm 1886.